# Hangok a vasút múltjából
A Hangok a vasút múltjából (a továbbiakban HVM) egy multimédiás CD, melyen különböző mozdonyok hangjai hallhatóak a gőzmozdonyoktól kezdve a dízelmozdonyokig.

## Tartalom
A HVM 134 jelenetet tartalmaz 18 mozdonytípus különböző gépeivel, mintegy 4,5 órányi teljes terjedelemben. A kiadásra került anyagban 1984 és 2000 között Wein Tibor által készített legsikeresebb felvételei szerepelnek. Többségük a gőzvontatás tipikus jeleneteit idézi, de már a nosztalgiaüzemből. Ezen kívül számos közforgalomban rögzített dízeles jelenet is hallható rajta. De mint elődje, a Magyar Gőzmozdonyok, a HVM sem csak nagyvasúti gépekről készült felvételeket tartalmaz. Néhány gazdasági- és múzeumvasúti kismozdonyról készült is gazdagítja, jóllehet, részben ugyanazon két típus példányairól, amelyeket a Magyar Gőzmozdonyok készítői is már „mikrofonvégre” kaptak. Ám ez nem véletlen. Sokkal több lehetőség a kisvasutaknál már két évtizeddel ezelőtt sem kínálkozott.

## Formátum
A HVM a LOGOD Bt. kiadásában jelent meg. Formátumát tekintve a HVM egy interaktív PC CD-ROM (vagyis nem audio CD,  a hangállomány formátuma 128 kbps MP3 Audio) A HVM hanganyagának számítógépes lehallgatását Arcanum adatbázisba szerkesztett navigációs és informatív anyag támogatja a magyaron kívül angol és német nyelven. A forrásfájlok (mp3 hang- és jpg képfájlok) más alkalmazásokkal is megnyithatók.
A jelenetek a CD-ROM-ról a hangformátum olvasására alkalmas lejátszókkal is lehallgathatók, de az így megtudható háttér információk mértéke azok intelligenciájától függ. Többnyire a fájlok neveire, esetleg tulajdonságaira korlátozódnak (amelyek TV-képernyős kijelzőn keresztül megjeleníthetők, bár intelligensebb készülékekkel ily módon a képek is). A felhasználás az e módot előnyben részesítők (esetleg ráutaltak) számára az adatbázis fontosabb szakaszainak (pl. a jelenetek katalógusa) nyomtatásával is támogatható. Ehhez azonban jó tudni, hogy a HVM valójában egy elektronikus könyv is. Az informatív kísérőanyag összterjedelme nyelvi változatonként, szabványos kitöltésű A4 „mértékegységben” kb. 100 oldal.  (A lehallgatási tanácsok természetesen erre a módra is vonatkoznak.)
A HVM megjelenésének hivatalos  időpontja 2004. december 17. volt. A kapcsolatos sajtótájékoztatót a Kiadó a Közlekedési Múzeumban ekkor megrendezett éves Modellmánia kiállítás és vásár keretében tartotta. A sajtótájékoztatón a HVM tömörítetlen hanganyagát a szerző a múzeum rendelkezésére bocsátotta.
A HVM a Kiadó webáruházán keresztül megrendelhető, vagy szalonjában, továbbá a Magyar Vasúttörténeti Park elárusítóhelyén és a Közlekedési Múzeumban is megvásárolható.

## Idézetek
- „Ebben a műfajban nincs ilyen terjedelmű és kidolgozottságú összeállítás. Egyedülálló a maga nemében.” – Dr. Katona András főigazgató, Közlekedési Múzeum
- „Egy vasútbarátnak a vasutasok számára is követendő például szolgáló, maradandó élményt nyújtó munkája.” – Dr. Csiba József gépészeti üzletágvezető, Magyar Államvasutak
- „Különleges technikatörténeti értékű, rendhagyó alkotás” – Dr. Heller György nyugalmazott MÁV igazgató
- „Hiányt pótol, iskolát teremt” – Szendrey András igazgató, MÁV Nosztalgia Kft.

## A HVM története
- 1984: az első hanganyagok felvétele,
- 2000: a gyűjtemény feldolgozása
- 2004: a HVM, azaz a Hangok a vasút múltjából kiadásának éve.